# José Tomás Angola Heredia
José Tomás Angola Heredia (Caracas, 7 de septiembre de 1967) es un escritor, dramaturgo, poeta, narrador, director y actor teatral venezolano.

## Estudios
Es periodista egresado de la Universidad Católica Andrés Bello (UCAB) de Caracas, Venezuela en 1989. Hizo cursos en el Freedom Forum (Nueva York, USA) y en la Columbia University (Nueva York, USA) en 1995, así como en el CIESPAL de Quito, Ecuador, en 1993.

## Premios
Su obra poética mereció en 1996 una mención en la Bienal Nacional de Literatura “Miguel Ramón Utrera” del Estado Aragua.
Obtuvo en el 2001 el Premio Municipal de Teatro de Caracas.
En el 2004 se hizo acreedor a una mención en el VII Certamen Internacional de Teatro Breve de la Ciudad de Requena, Valencia, España.
En el 2005 obtuvo uno de los más prestigiosos galardones que se otorgan en su país para la narrativa, el premio del Concurso de cuentos de El Nacional, en su edición 60, por el relato Plano Amoroso de Ciudad (enlace roto disponible en Internet Archive; véase el historial, la primera versión y la última)..
Entrado en los 50 años, con la tranquilidad que otorga la medianía del ciclo vital, José Tomás Angola es un comunicador social que ha explorado con éxito diversos géneros literarios como la poesía, la dramaturgia y el cuento, ejercicio que le ha hecho acreedor de diversas distinciones como la mención de honor en la Bienal de Poesía Miguel Ramón Utrera (1996) y el Premio Municipal de Teatro (2001). 
También obtuvo en 2004 la mención de honor en el Séptimo certamen internacional de Teatro Breve, en Valencia (España), por su obra Bombardero sobre Londres.
En noviembre de 2007 la Fundación Venezuela Positiva lo honró con el reconocimiento Amigo de Venezuela, en un acto presidido por el Dr. Heraclio Atencio Bello.
En el 2008 recibió la Medalla Vicente Gerbasi por su obra póetica, otorgada por el Círculo de Escritores de Venezuela y entregada por la junta directiva de la institución formada por Carmen Cristina Wolf, Atanasio Alegre y Luis Beltrán Mago.
En septiembre de 2019 fue galardonado con el Premio Isaac Chocrón en la mención Autoría Escénica o Dirección, para el período 2018-2019, por la puesta en escena de la obra "Alta Traición" de Federico Pacanins, temporada realizada en la Sala de la Asociación Cultural Humboldt de Caracas.
En marzo de 2024, Angola fue elegido como Individuo de Número de la Academia Venezolana de la Lengua, ocupando el Sillón CH. Es el primer dramaturgo en la historia de la corporación en ser incorporado 

## Obra literaria
Algunos de sus libros son:
- “Una vaca en Nueva York”- poesía- (Ediciones La Máquina Teatro, Caracas, 1997)
- “De teatro y héroes” -teatro- (Padilla libros, España, 1999)
- “Bombarderos sobre Londres” -teatro- (Fundación Ciudad de Requena/ Arrabal teatro, España, 2005)
- “Cuarenta años haciendo daño, Alfredo Escalante por Alfredo Escalante” -crónica- (Alterlibris/ Fundación Nuevas Bandas, Caracas, 2005)
- “Sin freno concebido” –poesía- (Editorial Actum, Caracas, 2006)
- “Todas las ciudades son Isabel” –narrativa- (Editorial Equinoccio, USB, Caracas, 2010)
- “Esa noche llamada muerte” –narrativa- (Los Libros de El Nacional, Caracas, 2013)
- “Universidad José Antonio Páez, la aventura de un sueño” –Historia institucional- (UJAP, Valencia, 2013)
- “Los legajos del marqués” –poesía- (Editorial Ígneo, Caracas, 2015).
- “La mirada del suicida al caer y otros relatos” –narrativa- (Los Libros de El Nacional, Caracas, 2016)
- “Don Luis Jugo Amador, un hombre honorable” –Biografía- (Editorial Arte, Caracas, 2016)

Como ensayista ha escrito para las revistas “Criticarte” (FUNDARTE), “Chasqui” (CIESPAL, Ecuador), “Equinoccio” (Círculo de Escritores de Venezuela) y el Diario  2001. Es colaborador habitual del Papel Literario del periódico El Nacional. Varios de sus ensayos aparecen en la antología “Chávez de papel” (Editorial Actum, 2003), y su ponencia sobre el teatro de Arturo Uslar Pietri fue editada por la Universidad Metropolitana de Caracas, recopilada junto a otras conferencias, en el libro “A los amigos invisibles, Visiones de Arturo Uslar Pietri” (Universidad Metropolitana, 2006) en el marco del centenario del nacimiento de este autor. En 2013 participó con el ensayo "El distraído camino hacia la divinidad" en el “Libro homenaje a Vicente Gerbasi” (Fundación Vicente Gerbasi), junto con autores como Edda Armas, Victoria De Stefano, Patricia Guzmán, Joaquín Marta Sosa, José Pulido y Alfredo Pérez Alencart.
Como recopilador ha preparado la “Antología Esencial” del poeta Luis Beltrán Mago (Círculo de Escritores de Venezuela, 2008) y el volumen “3 obras de teatro” de Alejandro Lasser (Círculo de Escritores de Venezuela, 2009). Para ambos títulos preparó los estudios críticos que les sirven de presentación.
Sobre su obra narrativa o poética han escrito Ana Teresa Torres, Carlos Pacheco, Gina Saraceni, Arturo Gutiérrez Plaza, Carlos Sandoval, Violeta Rojo, Fedosy Santaella, Willy Mckey, Alejo Urdaneta, Enrique Viloria Vera, Miguel Gómes, Eduardo Casanova, Oscar Sambrano Urdaneta, Carmen Cristina Wolf y Alfonso Molina entre muchos otros.
Su obra dramatúrgica ha sido escenificada en Venezuela, México, España, Francia y Estados Unidos y ha sido motivo de análisis por críticos como Edgard Moreno-Uribe, Carlos Herrera, Javier Vidal, Morella Alvarado Miquilena, Luis Alberto Rosas, Diego Casasnovas e Irene Hernández Medina.
Grupos teatrales de Venezuela como Bagazos, Cannovaccio, Delphos y La Máquina Teatro han escenificado sus piezas, que ya sobrepasan la quincena, en ciudades como Maracaibo, Mérida, Puerto La Cruz, El Tigre, Guatire y en Caracas en espacios como el Teatro Teresa Carreño, el Ateneo de Caracas, la Sala Rajatabla, la sala Alberto de Paz y Mateos, el CELARG, el auditorio CorpGroup y el teatro Trasnocho. Además sus dramas han sido presentados en el marco de Festivales Internacionales como el de Oriente (Barcelona, Venezuela 2004) o el de Arte Contemporáneo de Colima, México, en el 2002. En el 2010 su pieza “El pasajero de la fragata” fue escenificada en el auditorio de Casa América Cataluña de Barcelona, España. Ha participado en eventos, ponencias y conferencias en Casa América Madrid, en el Instituto Cervantes de Estocolmo, en el Instituto Cervantes de Río de Janeiro, en el Festival Balada Literaria de Sao Paulo edición 2010, y en el Centro Cultural García Márquez de Bogotá.